# 자속 양자
| CODATA 값 | CODATA 값                  | 단위   |
| --------- | -------------------------- | ------ |
| Φ 0       | 2.067 833 848 ... × 10 -15 | Wb     |
| KJ        | 483 597 .8484 ... × 10 9   | Hz / V |
| KJ - 90   | 483 597 .9 × 10 9          | Hz / V |

자속 양자(영어: magnetic flux quantum)는 초전도체에서 양자화된 자속을 말한다. 자속은 기호 Φ 로 표시되며 어떤 폐곡선을 통과하는 자속(magnetic flux)은 자기장의 세기 B와 폐곡선의 면적 S의 곱 즉 Φ =B ⋅ S 로 정의된다. 일반적으로 B 와 S 는 모두 임의의 값을 가질 수 있고 따라서 Φ도 임의의 값을 가진다. 그런데 폐곡선 형태의 초전도체나 구멍이 있는 초전도체의 경우에는, 이러한 구멍이나 폐곡선을 통과하는 자속이 양자화된다. 자속 양자 Φ0 = h/(2e) ≈ 2.067 833 848 ... × 10 -15 Wb는 플랑크 상수 h 와 전자 전하 e 와 같은 기본적인 물리 상수의 조합이다. 따라서 자속 양자의 값은 초전도체의 종류에 관계없이 모든 초전도체에서 동일한 값이다. 자속이 양자화되는 현상은 1961년 B. S. 디버(B.S.Deaver)와 W. M. 페어뱅크(W.M.Fairbank) 및 R. 돌(R. Doll)과 M. 네바우어(M. Näbauer)에 의하여 각각 독립적으로 실험에 의하여 발견되었다. 자속의 양자화는 리틀 팍스 효과(Little-Parks effect)와 밀접한 관계가 있는데 일찍이 1948년 프리츠 런던이 현상학적 모델(phenomenological model)을 사용하여 예측했다.
자속 양자의 역수 값, 1/Φ0 는 조셉슨 상수라 불리며 KJ 로 표시된다. 이것은 조셉슨 효과의 비례 상수로, 조셉슨 접합에서의 전위차를 그 조사 주파수와 관련짓는 계수이다. 조셉슨 효과는 전압을 고정밀로 측정하는 표준을 제공하기 위하여 매우 널리 사용되며, 1990년 이래로 조셉슨 상수의 협정값(conventional value)으로 KJ-90으로 표기되는 상수와 관련되어 있다. 한편 2019년 SI 기본 단위의 재정의에 의하여 조셉슨 상수 KJ = 483597.84841698.... GHz·V-1의 엄밀한 값을 가지며 기존의 KJ-90 값을 대체한다.

## 개요
초전도체 각 지점에서의 초전도 특성은, 초전도체의 오더 파라미터(order parameter)인 양자역학의 복소수 파동 함수 Ψ(r,t) 에 의하여 표현된다. 모든 복소수 함수 Ψ 는 Ψ = Ψ0eiθ로 표기될 수 있는데, 여기서 Ψ0 은 진폭이고 θ 는 위상이다. 위상 θ를 2πn 변경시키더라도  Ψ는 변화하지 않으므로 그 물리적 특성도 변화하지 않는다. 그런데 구멍이 있는 초전도체 혹은 루프나 실린터 형상의 초전도체와 같이 트리비얼(trivial) 하지 않은 토폴로지를 갖는 초전도체에서, 위상 θ는 구멍이나 루프의 주위를 한바퀴 돌면서 어떤 값 θ0 로부터 θ0 + 2πn까지 연속적으로 변경될 수 있으므로, 이때에는 하나의 홀이나 루프에 갖혀 있는 n 개의 자속 양자를 갖게 된다.
마이스너 효과로 인해 초전도체 내부의 자기 유도 B는 0이다. 좀 더 엄밀하게 말하면, 자기장 H 는 런던의 자기장 침투 깊이 ( λL 로 표시되고 일반적으로 ≈ 100 nm )로 불리는 짧은 거리에 걸쳐 초전도체로 침투한다. 스크리닝 전류도 표면 근처의 λL 층에서 흘러서 초전도체 내부에 자화 M을 생성하고, 이것이 가해진 자계 H와 완전히 상쇄하여, 결과적으로 초전도체 내부에서 B =0 가 된다.
루프나 홀 (그리고 그것의 λL 층)에 동결되어 있는 자속은 항상 양자화된다는 점에 유의해야 한다. 그런데 자속 양자의 값은, 위에서 말한 홀 주위의 경로가 초전도체 내부에서 스크리닝 전류가 없는 구역, 즉 표면으로부터 수 λL 떨어진 내부에 있을 때에만, Φ0 와 동일하게 된다. 이러한 조건을 충족할 수 없는 기하학적 구조가 있는데, 예를 들어 매우 얇은 ( ≤ λL ) 초전도 선으로 만들어진 루프 또는 유사한 두께의 장벽을 갖는 원통이 있다. 후자의 경우 자속은 Φ0 와 상이한 값의 양자를 갖는다.
자속 양자는 현재 가장 민감한 자력계 중 하나인 SQUID의 핵심 아이디어이다.
자속의 양자화는 II형 초전도체의 물리학에서도 중요한 역할을 한다. 홀이 없는 초전도체가 최초 임계 자계 Hc1 와 두번째 임계 자계 Hc2 의 중간 값을 가지는 자기장 내에 배치되면, 자기장은 아브리코소프 와류의 형태로 초전도체 내부로 일부 침투한다. 아브리코소프 와류는, 초전도 코히어런스 길이인 ξ  정도의 지름을 갖는, 정상(비초전도체) 상(phase)의 원통으로 구성되고, 이러한 정상 코어는 초전도 상에서 홀의 역할을 한다. 자기장 선은 정상 코어를 따라서 전체 샘플을 통과한다. 스크린 전류는 코어의  λL 부근에서 순환하여 코어의 자기장으로부터 나머지 초전도체를 차단한다. 전체적으로, 이러한 아브리코소프 와류 각각은 하나의 양자 자속 Φ0을 운반한다. 이론적으로는 구멍 당 하나 이상의 자속 양자를 갖는 것도 가능하지만, n > 1 의 값을 갖는 아브리코소프 와류는 불안정하여 n = 1 인 여러 개의 와류로 분리된다. 그런데 실제의 구멍에서  n > 1 상태는, 실제 구멍이 여러 개의 작은 구멍으로 나뉠 수 없어 안정하게 된다.

## 자속의 측정
자속 양자는 조셉슨 효과(Josephson effect)를 이용하여 매우 정밀하게 측정 될 수 있다. 폰 클리칭 상수 RK = h/e2 의 측정과 결합하면 현재까지 얻은 플랑크 상수 h 의 가장 정확한 값을 얻을 수 있다. 이러한 결과는, h 값이 일반적으로는 미시적으로 작은 시스템의 거동과 관련되어 있으며 반면에 초전도체의 자속의 양자화와 양자 홀 효과는 모두 열역학적으로 다수의 입자와 관련되어 발현되는 현상이므로 직관에 반한다.

## 같이 보기
- 브라이언 조셉슨
- 과학기술 데이터위원회
- 도메인 벽 (자기)
- 플럭스 피닝
- 긴즈버그-란다우 이론
- 후시미 Q 표현
- 거시적 양자 현상
- 자성 도메인
- 자기 단극
- 양자 소용돌이
- 위상학적 결함
- 폰 클리칭 상수